# Podmanasterz (przystanek kolejowy)
Podmanasterz (ukr. Підмонастир, ros. Подмонастырь) – przystanek kolejowy w miejscowości Podmanasterz, w rejonie lwowskim, w obwodzie lwowskim, na Ukrainie. Leży na linii Lwów – Czerniowce.
Przed II wojną światową istniała stacja kolejowa Podmanasterz. Położona była jednak w inny miejscu niż obecny przystanek i w późniejszym okresie została zlikwidowana.